# Kehl
Kehl (Kaal in dialetto basso-alemanno) è una città tedesca di 38 154 abitanti, situata nel land del Baden-Württemberg sul Reno al confine con la Francia, parte dell'area metropolitana di Strasburgo (Alsazia). Situata sulla riva destra del Reno, fa parte del circondario dell'Ortenau ed è anche chiamata Kehl am Rhein ("Kehl sul Reno").
Kehl è una città di medie dimensioni nella zona di influenza di Offenburg nella regione del Reno superiore, ma è interdipendente da Strasburgo ed è di fatto considerato il "quartiere tedesco" della città di Strasburgo.

## Storia
Nel 1681 la città libera imperiale di Strasburgo (1681), un territorio del Sacro Romano Impero che includeva anche Kehl, venne annessa da Luigi XIV, Re di Francia. L'annessione di Strasburgo venne confermato dal successivo trattato di Rijswijk del 1697, in base al quale, però, la Francia dovette restituire all'Impero tutti i territori ad est del Reno, tra cui Kehl, che venne così ceduta al Margraviato del Baden l'anno successivo. Nel XVIII secolo, il centro della città è stato completamente ricostruito a seguito di un incendio.
Durante la seconda guerra mondiale, dopo la vittoriosa campagna di Francia, la Germania nazista si annetté l'Alsazia-Lorena e Kehl diventò un sobborgo di Strasburgo, unita ai comuni di Schiltigheim, Bischheim, Hœnheim, Eckbolsheim, Oberhausbergen, Lingolsheim, Ostwald e Illkirch-Graffenstaden fusi insieme a formare la nuova Großstadt Straßburg. Dopo la fine della guerra, la Francia si annetté de facto Kehl ed espulse tutti i cittadini tedeschi della città; questa situazione continuò fino al 1953, quando Kehl fu restituita alla Repubblica Federale di Germania e i rifugiati tedeschi poterono tornare in città. Il 23 settembre 1960 venne inaugurato il Ponte dell'Europa tra Strasburgo e Kehl.

## Cooperazione con Strasburgo
La cooperazione tra Kehl e Strasburgo è stato rilanciata nel corso del 2004 grazie al Festival delle Due Rive. La recente costruzione della Passerella delle Due Rive ha permesso inoltre di creare un collegamento ciclo-pedonale tra le due città.
La Comunità Urbana di Strasburgo ha anche realizzato un nuovo ponte sul Reno che nel 2017 consentì l'estensione della linea D del tram fino alla stazione di Kehl.